# Себастьян Маховський
Себастьян Маховський гербу Абданк (пол. Sebastian Machowski; бл. 1600 — 1672) — польський шляхтич, військовик Республіки Обох Націй (Речі Посполитої), полковник. 1648 року згаданий у Чернігівському воєводстві. Кум гетьмана Павла Тетері. Безпосередній винуватець смерти гетьмана Івана Виговського.

## Життєпис
Був пов'язаний з Яремою Вишневецьким. У 1644 році брав участь у нападі на Ромни. У 1648 році — урядник у Лубнах. Правдоподібно, мав «угодову» позицію стосовно козаків-повстанців, брав участь у перемовинах з ними. У 1651 році був відправлений до митрополита Сильвестра Косова, щоб той переконав козаків не воювати.
У 1652 році: став ротмістром козацької корогви, висланий на Чернігівщину, де здобув і спалив містечко Липовець; брав участь у битві під Батогом, звідки зміг вибратися до Польщі. На початку задніпровської виправи 1663 року король Ян ІІ Казімеж залишив у селі Чорногородка загін із 600 вояків, яких він очолював.
З деякими іншими польськими воєначальниками (Стефан Чарнецький та ін.) жорстоко придушував народні виступи.
26 лютого 1664 попереджав у листі Павла Тетерю про необхідність остерігатись Івана Виговського. Поблизу Білої Церкви вояки Тетері та С. Маховського 11 березня 1664 розбили загін прихильника Івана Брюховецького полковника Степана Сулименка. Після допитів Сулименка, наявних листів до Виговського взнали про змову проти поляків і Тетері, нитки якої сходилися в руках Виговського.
Після початку повстання проти П. Тетері разом з ним безуспішно облягав містечко Лисянку.
17 березня під Лисянкою арештував І. Виговського. Є безпосереднім винуватцем смерти гетьмана Івана Виговського: за наказом Маховського після виявлення переписки Виговського з Юрієм Хмельницьким та Іваном Сулимою як стверджують одні джерела — за рішенням військового трибуналу, чи без суду та слідства — інші, незважаючи на сенаторський статус як київський воєвода 26 березня 1664 останній був розстріляний. Король Ян ІІ затвердив вирок, незважаючи на обурення опозиції.
Наприкінці 1666 року командував 6-тисячною дивізією, розміщення якої на Брацлавщині вирішив не допустити гетьман Петро Дорошенко та яку 19 (9) грудня в бою під Браїловом було ним розгромлено.
У 1665—1666 роках був «старим удівцем». Мав доньку Констанцію.